# Lafayette (Ohio)
Lafayette es una villa ubicada en el condado de Allen en el estado estadounidense de Ohio. En el Censo de 2010 tenía una población de 445 habitantes y una densidad poblacional de 676,44 personas por km².

## Geografía
Lafayette se encuentra ubicada en las coordenadas 40°45′32″N 83°57′0″O / 40.75889, -83.95000. Según la Oficina del Censo de los Estados Unidos, Lafayette tiene una superficie total de 0.66 km², de la cual 0.66 km² corresponden a tierra firme y (0.39%) 0 km² es agua.

## Demografía
Según el censo de 2010, había 445 personas residiendo en Lafayette. La densidad de población era de 676,44 hab./km². De los 445 habitantes, Lafayette estaba compuesto por el 97.75% blancos, el 0% eran afroamericanos, el 0.22% eran amerindios, el 1.35% eran asiáticos, el 0% eran isleños del Pacífico, el 0% eran de otras razas y el 0.67% pertenecían a dos o más razas. Del total de la población el 1.12% eran hispanos o latinos de cualquier raza.